# Олаф и холодное приключение
«О́лаф и холо́дное приключе́ние» (англ. Olaf's Frozen Adventure) — американский компьютерно-анимационный короткометражный фильм 2017 года, снятый режиссёрами Кевином Дитерсом и Стиви Вермерсом. Главных персонажей озвучили Джош Гэд, Кристен Белл, Идина Мензел и Джонатан Грофф. Короткометражка вышла на экраны 22 ноября 2017 года в США перед показом мультфильма Pixar «Тайна Коко», в России — 23 ноября.

## Сюжет
Накануне праздников Эльза раскрывает правду Анне, что с момента смерти их родителей никогда не было праздничной традиции. Желая утешить сестёр, Олаф и Свен решают отправиться в невероятное приключение и найти прекрасную традицию для двух сестёр до наступления праздника.

## Роли озвучивали
- Джош Гэд — Олаф
- Идина Мензел — Эльза
- Кристен Белл — Анна
- Джонатан Грофф — Кристофф

### Русский дубляж
- Сергей Пенкин — Олаф
- Наталия Быстрова — Анна
- Анна Бутурлина — Эльза
- Андрей Бирин — Кристофф
- Алексей Фатеев — Окен

## Производство
Короткометражный фильм, снятый режиссёрами Кевином Дитерсом и Стиви Вермерсом, был первоначально анонсирован в феврале 2016 года для трансляции на телеканале ABC. Во время показа документального фильма «The Making of Frozen: Return to Arendelle» на ABC в 2016 году, было продемонстрировано название короткометражки и объявлено, что в ней будут представлены новые оригинальные песни, написанные Элиссой Самсел и Кейтом Андерсоном. В июне 2017 года было объявлено, что короткометражка будет выпущена вместе с мультфильмом Pixar «Тайна Коко». Голоса главных персонажей вновь озвучат Джош Гэд, Кристен Белл, Идина Мензел и Джонатан Грофф. История следует за Олафом, который пытается найти лучшие праздничные традиции для Анны, Эльзы и Кристоффа.

## Релиз
«Олаф и холодное приключение» вышел на экраны 22 ноября 2017 года перед показом мультфильма Pixar «Тайна Коко».

## Музыкальное сопровождение
В фильме прозвучали четыре оригинальные песни, написанных Элиссой Самсел и Кейт Андерсон, под названием «Рождественский сезон», «Баллада о Флемминграде», «Песня о Рождестве» и «Когда мы вместе». Музыка к фильму была написана Кристофом Бек и Джеффом Морроу. Полный саундтрек издан лейблом Walt Disney Records 3 ноября 2017 года.

### Оригинальный саундтрек
| №                   | Название                                          | Исполнитель(и)                                                        | Длительность |
| ------------------- | ------------------------------------------------- | --------------------------------------------------------------------- | ------------ |
| 1.                  | «Ring in the Season»                              | Кристен Белл, Идина Мензел и Джош Гэд                                 | 1:58         |
| 2.                  | «The Ballad of Flemmingrad»                       | Джонатан Грофф                                                        | 0:44         |
| 3.                  | «Ring in the Season» (Reprise)                    | Идина Мензел                                                          | 1:16         |
| 4.                  | «That Time of Year»                               | Джош Гэд, Идина Мензел, Кристен Белл и Cast - Olaf's Frozen Adventure | 3:01         |
| 5.                  | «That Time of Year» (Reprise)                     | Джош Гэд                                                              | 0:50         |
| 6.                  | «When We're Together»                             | Идина Мензел, Кристен Белл, Джош Гэд и Джонатан Грофф                 | 2:50         |
| 7.                  | «Olaf's Frozen Adventure» (Score Suite)           | Кристоф Бек и Jeff Morrow                                             | 4:27         |
| 8.                  | «The Ballad of Flemmingrad» (Traditional Version) | Джонатан Грофф                                                        | 3:04         |
| 9.                  | «Ring in the Season» (Instrumental)               | Elyssa Samsel и Kate Anderson                                         | 1:58         |
| 10.                 | «That Time of Year» (Instrumental)                | Elyssa Samsel и Kate Anderson                                         | 3:02         |
| 11.                 | «When We're Together» (Instrumental)              | Elyssa Samsel и Kate Anderson                                         | 2:50         |
| Общая длительность: | Общая длительность:                               | Общая длительность:                                                   | 26:06        |

### Локализованный саундтрек
| №                   | Название                                          | Исполнитель(и)                                                                                     | Длительность |
| ------------------- | ------------------------------------------------- | -------------------------------------------------------------------------------------------------- | ------------ |
| 1.                  | «Рождественский сезон»                            | Наталия Быстрова, Анна Бутурлина, Сергей Пенкин                                                    | 1:58         |
| 2.                  | «Баллада о Флемминграде»                          | Андрей Бирин                                                                                       | 0:44         |
| 3.                  | «Рождественский сезон» (Реприза)                  | Анна Бутурлина                                                                                     | 1:16         |
| 4.                  | «Песня о Рождестве»                               | Сергей Пенкин и каст «Олаф и холодное приключение»                                                 | 3:01         |
| 5.                  | «Песня о Рождестве» (Реприза)                     | Сергей Пенкин                                                                                      | 0:50         |
| 6.                  | «Когда мы вместе»                                 | Анна Бутурлина, Наталия Быстрова, Сергей Пенкин, Андрей Бирин и каст «Олаф и холодное приключение» | 2:50         |
| 7.                  | «Olaf's Frozen Adventure» (Score Suite)           | Кристоф Бек и Джефф Морроу                                                                         | 4:27         |
| 8.                  | «Баллада о Флемминграде» (Традиционная версия)    | Андрей Бирин                                                                                       | 3:04         |
| 9.                  | «Рождественский сезон» (Instrumental Karaoke Mix) | Элисса Самсел                                                                                      | 1:58         |
| 10.                 | «Песня о Рождестве» (Instrumental Karaoke Mix)    | Элисса Самсел                                                                                      | 3:02         |
| 11.                 | «Когда мы вместе» (Instrumental Karaoke Mix)      | Элисса Самсел                                                                                      | 2:50         |
| Общая длительность: | Общая длительность:                               | Общая длительность:                                                                                | 26:06        |

## Реакция
Через неделю после премьеры мультфильма «Тайна Коко» в Мексике, местные СМИ заметили сильное недовольство зрителей длиной этой короткометражки. Спустя несколько дней все мексиканские кинотеатры публично извинились перед зрителями и с тех пор больше не показывали короткометражку перед мультфильмом «Тайна Коко». Как отмечает Алисса Уилкинсон с сайта Vox.com, аналогичная негативная реакция последовала и в кинотеатрах Северной Америки. По её мнению, короткометражку лучше было бы показать по телевидению, как задумывалось изначально. Саймон Бойль из «The Sun» заметил, что короткометражка «не разочаровывает», добавив, что она «проводит идеальный мостик к горячо ожидаемому полноценному сиквелу».